# LANSA (Colombia)
Lansa, (acrónimo inicialmente de Limitada Nacional de Servicio Aéreo y luego de Líneas Aéreas Nacionales S.A.), fue una aerolínea colombiana que operó entre 1945 y 1954, con sede en el Aeródromo Las Nieves de Barranquilla, Colombia. 

## Historia

### Inicios
Como respuesta al monopolio que hasta entonces ejercía AVIANCA en el negocio de transporte aéreo colombiano, un grupo de pilotos, mecánicos e inversionistas privados decidieron constituir una nueva compañía el 5 de mayo de 1945 en la ciudad de Barranquilla. El capitán Ernesto Recaman Saravia como líder de la nueva aerolínea, compró en Estados Unidos los primeros cuatro aviones Avro Anson 625A de fabricación canadiense, cada uno con capacidad para ocho pasajeros. Para efectuar sus operaciones, LANSA construyó un aeródromo a dos kilómetros del Paseo Colón por la carretera que conducía al campo de Soledad, el cual se denominó «Las Nieves», en el actual barrio Simón Bolívar de Barranquilla. Estaba equipado con una pista de 1400 metros de longitud junto a una caseta de madera que hacía las veces de terminal aéreo. Los primeros aviones hicieron su arribo en Barranquilla el 3 de septiembre de 1945.

### Consolidación
Como consecuencia del éxito de sus rutas en la costa atlántica y de la apertura de nuevas frecuencias a Bogotá y Medellín, la compañía adquirió en 1946 cuatro aviones Douglas DC-3 en el mercado de sobrantes de guerra, justo un año después de iniciar operaciones. En ese mismo año, la naturaleza jurídica de Lansa cambió a sociedad anónima, reformándose también su nombre por el de Líneas Aéreas Nacionales S.A. Luego de dos años de existencia, la flota de LANSA alcanzó 18 aviones DC-3 de pasajeros y carga, al tiempo que contaba ya con servicios a otras poblaciones de la Región Caribe, a Neiva, Garzón, Popayán e Ipiales al sur del país. Se anunció también la inauguración de nuevos servicios a los Llanos Orientales, pero estos nunca llegaron a efectuarse. En 1948 se iniciaron las negociaciones para adquirir tres unidades Martin 202 de 40 pasajeros, que se destinarían a iniciar el proceso de renovación de flota, aunque esta negociación nunca se materializó.

### Internacionalización
El primer servicio internacional de LANSA se estableció el 8 de febrero de 1947, en la ruta desde Barranquilla a Maracaibo, desde donde operaba en conexión con Línea Aeropostal Venezolana —LAV— hasta Caracas. Al año siguiente el convenio con LAV fue liquidado, entrando la aerolínea TACA de Venezuela a operar dicha conexión. No obstante, cuando TACA de Venezuela fue adquirida por LAV, los derechos de tráfico pasaron nuevamente a esta aerolínea, esta vez operando un servicio directo entre Bogotá, Maracaibo y Caracas. Con el ánimo de ampliar sus operaciones internacionales, LANSA decidió solicitar las rutas desde Cartagena y Barranquilla a La Habana y Miami, con el ánimo de competir directamente con Avianca. Para ese fin fueron adquiridos dos Douglas DC-4 de la Flota Aérea Mercante Argentina —FAMA—. Bajo la dirección de Humberto Zimmermann, extrabajador de Avianca, se inauguraron los servicios de correo aéreo de LANSA el 22 de junio de 1950, luego de que el Gobierno Nacional le adjudicara un contrato de transporte de correo y encomiendas.

### Declive
Producto de varios accidentes mortales ocurridos en los primeros meses de 1951, la empresa se vio en una difícil situación financiera y se enfrentó a importantes pérdidas económicas y de reputación entre los viajeros. Ante esta situación, varios de sus accionistas decidieron vender su participación a Avianca, lo que condujo a que a finales de ese año, LANSA se convirtiera en una de sus subsidiarias, pasando sus operaciones en Bogotá desde el aeropuerto Santa Cecilia al aeropuerto de Techo. A pesar de que LANSA mantuvo su identidad de manera independiente por los siguientes tres años, en 1954 culminó su proceso de integración en Avianca, lo que derivó en un cese definitivo de operaciones y en la transferencia de su flota de DC-3 a Avianca, en tanto que los demás aviones fueron vendidos a terceros.

## Antiguos destinos
LANSA operó 30 destinos nacionales y 4 internacionales durante su existencia.

## Flota histórica
LANSA operó las siguientes aeronaves en su historia:
| Aeronaves             | Total | Introducido | Retirado | Matrículas                           |
| --------------------- | ----- | ----------- | -------- | ------------------------------------ |
| Avro Anson 625A       | 4     | 1945        | c. 1948  | C-70, C-71, C-72 y C-73              |
| Curtiss C-46 Commando | 2     | c. 1948     | 1951     | HK-333 y HK-330                      |
| Douglas DC-3/C-47     | 3     | 1948        | 1954     | HK-140, C-327X y C-311 (rrg. HK-311) |
| Douglas DC-4/C-54     | 2     | 1950        | 1951     | HK-334 y HK-332                      |